# Antong Holdings
Antong Holdings Company Limited («Аньтун Холдингс») — китайская транспортная и логистическая компания, основные интересы которой сосредоточены в сфере судоходства, управления судами, экспедиторских и логистических услуг. Четвёртая по величине контейнерная судоходная компания страны (после China COSCO Shipping, SITC International и Zhonggu Logistics) и 21-я мира. Основана в октябре 1998 года, штаб-квартира расположена в Цюаньчжоу.

## История
Компания основана в 1998 году. В 2016 году сменила название с Heilongjiang Heihua на Antong Holdings. В октябре 2020 года из-за финансовых трудностей Antong продала свой рефрижераторный бизнес и часть судов компании Shenzhen Qianhai Hanghui Investment, включая все активы дочерних компаний Southeast Cold Chain Storage и Guangxi Changrong Shipping.

## Деятельность
Компания доставляет контейнеры и другие грузы морскими судами, железнодорожным и автомобильным транспортом; управляет складами и логистическими парками; финансирует цепочки поставок. Основными перевалочными хабами являются порты Цюаньчжоу и Гуанчжоу. Международные офисы расположены в Гонконге, Хошимине, Дакке, Карачи, Бахрейне, Момбасе, Лондоне, Лос-Анджелесе и Мельбурне. По итогам 2021 года 84,5 % выручки Antong Holdings пришлось на рынок Китая, а 15,5 % — на зарубежные рынки.

## Акционеры
Основными институциональными инвесторами Antong Holdings являются China Reform Securities (4,7 %), Xiamen International Trust (1,36 %) и Invesco Great Wall Fund Management (0,21 %). 